# Burghsluis
Burghsluis (51° 41′ N, 3° 45′ L) é uma cidade dos Países Baixos, na província de Zelândia. Burghsluis pertence ao município de Schouwen-Duiveland, e está situada a 22 km, a norte de Middelburg.